# Tjureda socken
Tjureda socken i Småland ingick i Norrvidinge härad i Värend, ingår sedan 1971 i Växjö kommun och motsvarar från 2016 Tjureda distrikt i Kronobergs län.
Socknens areal är ca 60 kvadratkilometer, av vilka 44 är land. År 2000 fanns där 730 invånare. Tätorten Åby samt kyrkbyn Tjureda med sockenkyrkan Tjureda kyrka ligger i socknen. 

## Administrativ historik
Tjureda socken har medeltida ursprung. 
Vid kommunreformen 1862 övergick socknens ansvar för de kyrkliga frågorna till Tjureda församling och för de borgerliga frågorna till Tjureda landskommun.  Den senare inkorporerades 1952 i Rottne landskommun som sedan 1971 uppgick i Växjö kommun. Församlingen uppgick 2006 i Söraby, Tolg och Tjureda församling.
1 januari 2016 inrättades distriktet Tjureda, med samma omfattning som församlingen hade 1999/2000.  
Socknen har tillhört samma fögderier och domsagor som Norrvidinge härad. De indelta soldaterna tillhörde Kronobergs regemente, Norrvidinge kompani.

## Geografi
Tjureda socken ligger kring södra delen av Tolgsjön och en vik i nordöstra Helgasjön i Mörrumsåns övre lopp cirka två mil norr om Växjö. Socknen består av starkt kuperad skogstrakt på övergången till Sydsvenska höglandet.
Tjureda har varit tingsplats för Norrvidinge härad. Tidigare har ångbåtstrafiken varit viktig längs vattenlederna genom Tjureda socken. Slussen i Åby, som är Sveriges sydligaste sluss, byggdes 1886 och används fortfarande i turistsammanhang. På höjden i Nykulla har hembygdsföreningen uppfört ett utsiktstorn.

## Fornminnen
Två hällkistor, många gravrösen från bronsåldern och några järnåldersgravfält finns där.

## Namnet
Namnet (1341 Tyuradha), taget från kyrkbyn, har föreslagits innehålla ett fornsvensk ord för allfarväg, "Thiuth" för folk och "ethe" för väg.

### Fotnoter
1. 1 2 3  Svensk Uppslagsbok andra upplagan 1947–1955: Tjureda socken
2. 1 2  Harlén, Hans; Harlén Eivy (2003). Sverige från A till Ö: geografisk-historisk uppslagsbok. Stockholm: Kommentus. Libris 9337075. ISBN 91-7345-139-8
3. ↑  ”Församlingar”. Statistiska centralbyrån. https://www.scb.se/hitta-statistik/regional-statistik-och-kartor/regionala-indelningar/forsamlingar/. Läst 30 december 2022.
4. ↑  Administrativ historik för Tjureda socken (Klicka på församlingsposten). Källa: Nationella arkivdatabasen, Riksarkivet.
5. 1 2  Sjögren, Otto (1931). Sverige geografisk beskrivning del 2 Östergötlands, Jönköpings, Kronobergs, Kalmar och Gotlands län. Stockholm: Wahlström & Widstrand. Libris 9939
6. 1 2 3  Nationalencyklopedin
7. ↑  Fornlämningar, Statens historiska museum: Tjureda socken
8. ↑  Fornminnesregistret, Riksantikvarieämbetet: Tjureda socken Fornminnen i socknen erhålls på kartan genom att skriva in sockennamn (utan "socken") i "Ange geografiskt område"